# جيم كوناشر
جيم كوناشر هو لاعب هوكي جليد كندي، ولد في 5 مايو 1921 في ماذرويل ‏ في المملكة المتحدة.

## وصلات خارجية
- جيم كوناشر على موقع دوري الهوكي الوطني (الإنجليزية)
- جيم كوناشر على موقع EliteProspects.com (الإنجليزية)
- جيم كوناشر على موقع HockeyDB.com (الإنجليزية)
- جيم كوناشر على موقع Hockey-Reference.com (الإنجليزية)